# Танковая группа

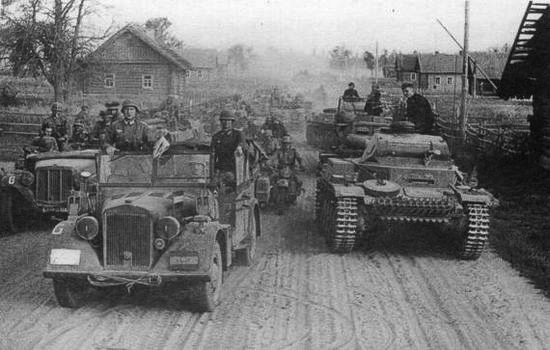
Войска 3-й танковой группы в районе Пружан
(июнь 1941 года, БССР).

Танковая группа — оперативное объединение в организационной структуре вооружённых сил нацистской Германии (вермахта), введённое во время Второй мировой войны (1939—1945), и элемент оперативного построения войск групп армий.

## Боевое применение
В качестве основного назначения танковых групп было выбрано нанесение глубоких рассекающих ударов по противнику в целях взятия крупных группировок его войск в окружение. Как правило, ввод танковых групп (одной или двух) в сражение осуществлялся на направлении главного удара группы армий для расчленения его оборонительных порядков, разгрома оперативных резервов, перерезания стратегических коммуникаций и путей отхода, быстрого броска на большую глубину и выхода в тыл основных сил противника.
Глубина действий немецких танковых групп летом 1941 года составляла от 400 до 500 километров при ширине полосы наступления от 50 до 70 километров со средним темпом продвижения вперёд от 20 до 30 километров в сутки. При этом не подразумевалось их отвлечение на уничтожение вражеских войск, оставшихся в тылу.
Первые танковые группы генералов Клейста, Гота и Гудериана были созданы как временные объединения в период подготовки к Французской кампании 1940 года.
К началу нападения нацистской Германии на СССР были сформированы четыре штатные танковые группы, каждая из которых насчитывала от 600 до 1000 танков в составе двух—четырёх корпусов, которые, в свою очередь включали в себя от 7 до 18 дивизий, из которых 2—5 танковых, 3—4 моторизованных, 2—6 пехотных дивизий:
- 1-я танковая группа — в составе группы армий «Юг»[3],
- 2-я и 3-я танковые группы — в составе группы армий «Центр»[3],
- 4-я танковая группа — в составе группы армий «Север»[3].

Через некоторое время танковые группы (1-я и 2-я в октябре 1941 года, 3-я и 4-я — в январе 1942 года) были преобразованы в танковые армии.